# St. Nicolai (Holdenstedt)

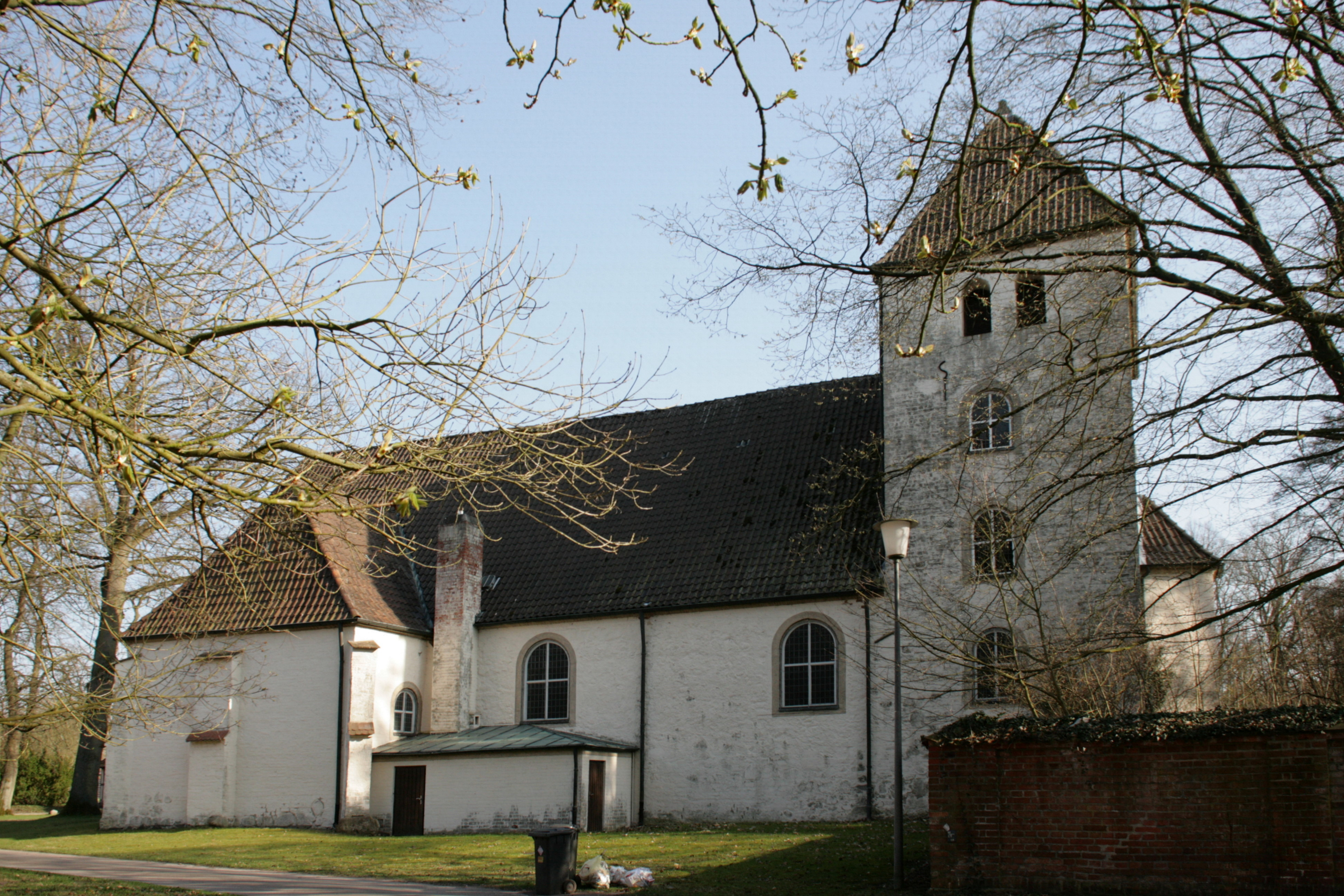
St. Nicolai, Ansicht von Norden

Die evangelisch-lutherische St.-Nicolai-Kirche in Holdenstedt ist eine der ältesten Kirchen in der Region. Zur Kirchengemeinde St. Nicolai in Holdenstedt im Kirchenkreis Uelzen der Evangelisch-lutherischen Landeskirche Hannovers gehören rund 1.800 Gemeindeglieder in den Dörfern Holdenstedt, Holxen und Borne.

## Lage und Umgebung
Die St.-Nicolai-Kirche befindet sich in der Schloßstraße 8 in Holdenstedt. Sie liegt am Südrand des Ortes, direkt neben dem Schloss.
Am Pfarrhaus, in einem Nebengebäude, ist eine kleine Kapelle (25 Sitzplätze) eingerichtet, die immer offen steht. Sie ist  an einem Fliesenmosaik von Bischof Nikolaus, dem Namenspatron der Gemeinde, zu erkennen.

## Architektur
Der Dreißigjährige Krieg schonte die Kirche nicht, so dass von 1652 bis 1654 Reparaturarbeiten vorgenommen werden mussten, wobei das eichene Tonnengewölbe eingezogen wurde. 1690 ließen Georg Friedrich von der Wense und seine Frau Catharina Ehrengard von Alvensleben das Kirchenschiff an den erhaltenen gotischen BacksteinChor ein breiteres barockes Kirchenschiff anbauen, dazu einen wuchtige Westbau des Turmes. Dessen romanischen nehmen Bezug auf die Heimatkirche der Erbauerin, die aus Hundisburg bei Erxleben stammte.

## Ausstattung
Von der Innenausstattung der Kirche sind besonders der aus dem Jahr 1652 stammende Altar sowie die Porträts der Kirchenneuerer und des Schlossbauers Cristian Ludwig von der Wense zu nennen. Es gibt zudem ein Antependium mit unterlegter Brokatstickerei auf roter Seide aus dem Jahr 1639, das Szenen aus der Leidensgeschichte Jesu zeigt. Ein bronzenes Taufbecken aus dem 14. Jahrhundert zeigt Christusdarstellungen und Evangelistensymbole. Der Turm trägt ein wertvolles barockes Dreiergeläut aus den Jahren 1650 und 1777.